# 1876 a labdarúgásban
Ez a szócikk 1876 labdarúgással kapcsolatos eseményeit mutatja be.

## Események
- január 18. – Anglia lejátssza első mérkőzését nem brit válogatott ellen. Az ellenfél Franciaország, az angolok 2–1-re győznek.
- március 11. – Az FA Kupa döntőjében Wanderers FC – Old Etonians FC 1–1. Újrajátszás.
- március 11. – A skót kupa döntőjében Queen's Park FC – Third Lanark AC 1–1. Itt is újrajátszás.
- március 18. – Az FA Kupa megismételt döntőjében Wanderers FC – Old Etonians FC 3–0.
- március 18. – A skót kupa megismételt döntőjében Queen's Park – Third Lanark 2–0.
- március 25. – Skócia - Franciaország, 17 ezer néző előtt 4–0.
- A Francia labdarúgó-szövetség megalapítása.

## 1876-ban alapított labdarúgóklubok
- Accrington FC
- Falkirk FC
- Leek Town FC
- Middlesbrough FC
- Partick Thistle FC
- Port Vale FC
- Stafford Rangers FC
- Stourbridge FC

## Születések
- január 12. – William Paats, holland edző
- június 28. – Robert Guérin, francia edző